# Хрватска на Светском првенству у атлетици у дворани 2003.
Хрватска је  учествовала на 9. Светском првенству у атлетици у дворани 2003. одржаном у Бирмингему од 14. до 16. марта. Репрезентацију Хрватске у њеном шестом учешћу на светским првенствима у дворани представљало је троје атлетичара (2 мушкарца и 1 жена), који су се такмичили у три дисциплине.
На овом првенству Хрватска није освојила ниједну медаљу.  На табели успешности (према броју и пласману такмичара који су учествовали у финалним такмичењима (првих 8 такмичара)), делила је 35 место са 5 бодова.  По овом основу бодове су добили представници 46 земаља, од 132 земаља учесница. Није било нових националних и личних рекорда. 
| Плас. | Земља    | 1. место | 2. место | 3. место | 4. место | 5. место | 6. место | 7. место | 8. место | Бр. финал. | Бод. |
| ----- | -------- | -------- | -------- | -------- | -------- | -------- | -------- | -------- | -------- | ---------- | ---- |
| =35   | Хрватска | 0        | 0        | 0        | 1        | 0        | 0        | 0        | 0        | 1          | 5    |

## Учесници
| Мушкарци: - Дејан Војновић — 60 м - Синиша Ерготић — Скок удаљ | Жене: - Бланка Влашић — Скок увис |  |

## Резултати

### Мушкарци
| Атлетичар      | Дисциплина | Лични рекорд | Квалификација | Квалификација | Полуфинале | Полуфинале | Финале               | Финале      | Детаљи |
| Атлетичар      | Дисциплина | Лични рекорд | Резултат      | Место         | Резултат   | Место      | Резултат             | Место       | Детаљи |
| -------------- | ---------- | ------------ | ------------- | ------------- | ---------- | ---------- | -------------------- | ----------- | ------ |
| Дејан Војновић | 60 м       | 6,63 НР      | 6,67          | 4. у гр. 8 КВ | 6,68       | 5. у пф. 2 | Није се квалификовао | 13 / 56     |        |
| Синиша Ерготић | скок удаљ  | 8,10 НР      | 7,83          | 3. у гр. 1    |            |            | Није се квалификовао | 9 / 15 (16) |        |

### Жене
| Атлетичарка   | Дисциплина | Лични рекорд | Квалификације | Квалификације | Финале   | Финале       | Детаљи |
| Атлетичарка   | Дисциплина | Лични рекорд | Резултат      | Место         | Резултат | Место        | Детаљи |
| ------------- | ---------- | ------------ | ------------- | ------------- | -------- | ------------ | ------ |
| Бланка Влашић | Скок увис  | 1,98 НР      | 1,95          | 5. у гр. Б КВ | 1,96     | 4. / 17 (18) |        |